# Hotel Katowice
Hotel Katowice – hotel w Katowicach, położony przy alei W. Korfantego 9, w dzielnicy Śródmieście. Budynek hotelu został oddany do użytku w 1965 roku według projektu, którego głównym autorem był Tadeusz Łobos. W latach 2022–2025 trwała kompleksowa modernizacja obiektu. Jego właścicielem jest Wojewódzkie Przedsiębiorstwo Usług Turystycznych, będące częścią Polskiego Holdingu Hotelowego. Działa pod marką voco Katowice.

## Historia

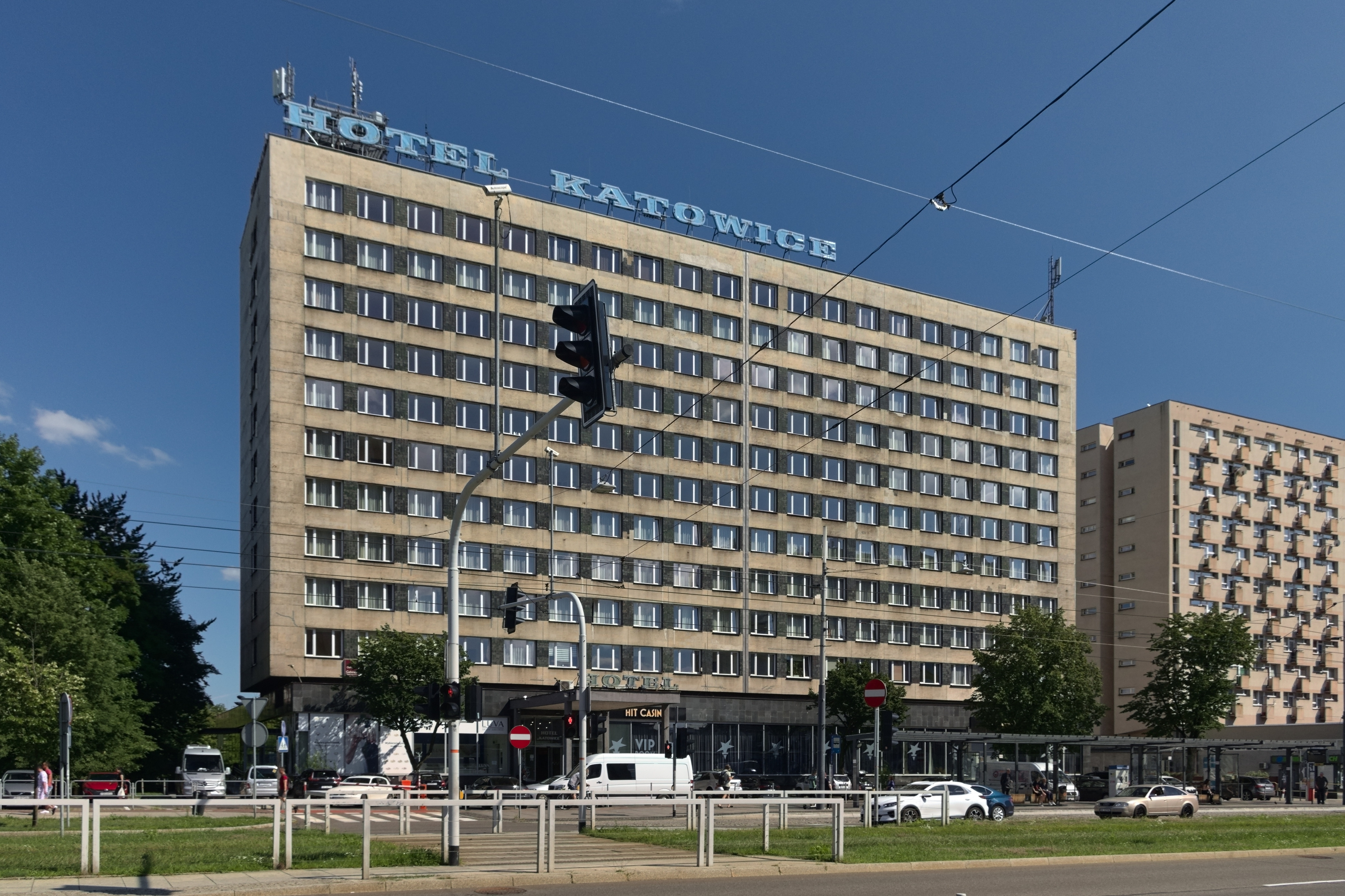
Hotel Katowice w 2021 roku

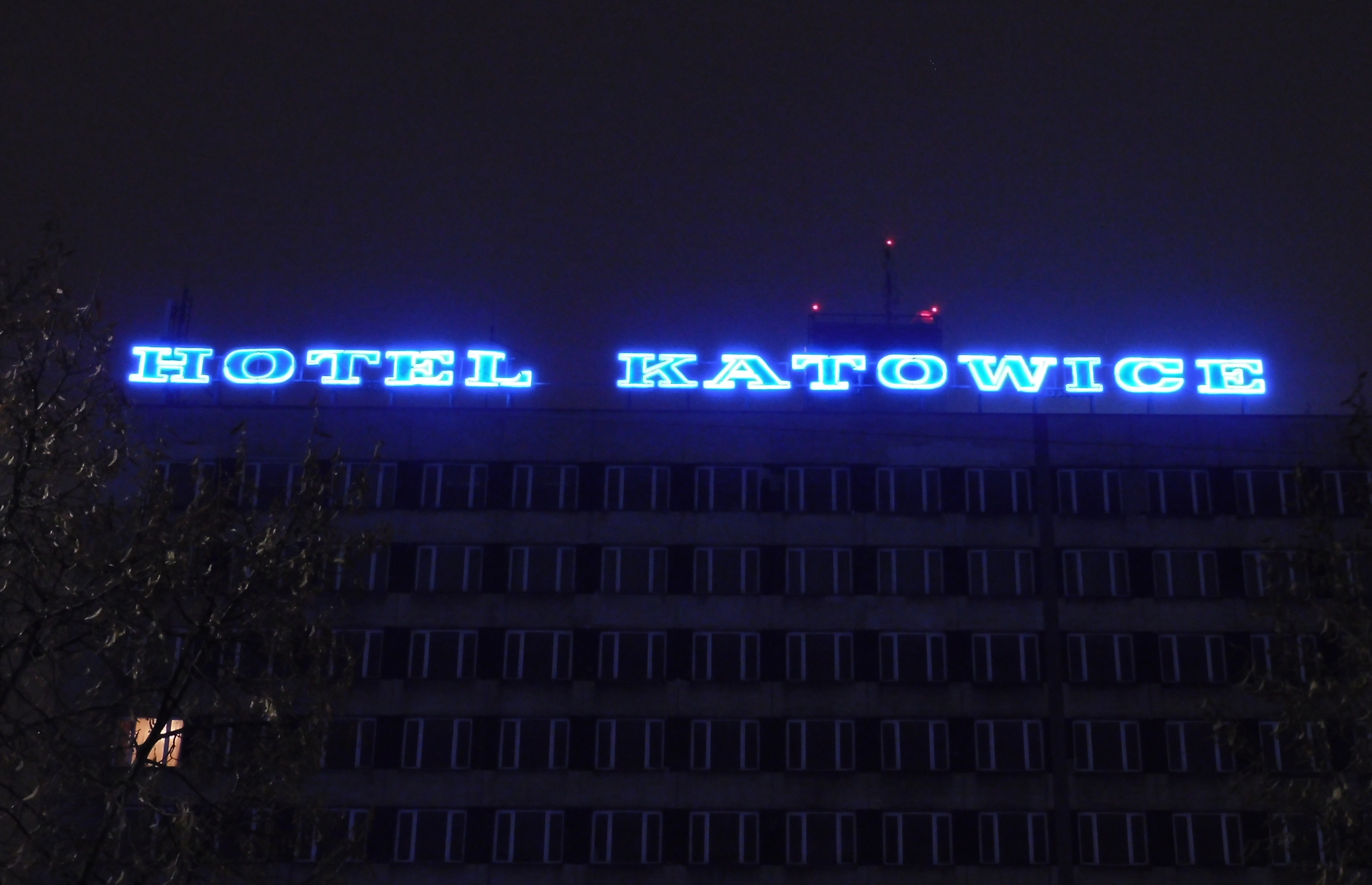
Neon z nazwą hotelu w 2022 roku

Na początku lat 60. XX wieku w Katowicach funkcjonowało sześć hoteli, w tym należący do Orbisu hotel Monopol. Wówczas też szacowano, iż od poniedziałku do piątku około 50–100 osób nie znajdowało miejsca w istniejących katowickich obiektach, a ich stan techniczny nie był zadowalający. Jeszcze w 1950 roku podjęto decyzję o budowie nowego hotelu w Katowicach, a pierwotnie inwestorem miał być Orbis. Opracowano projekt hotelu przeznaczonego głównie dla zagranicznych odwiedzających i zamiast budowy obiektu rozpoczął się spór o to, za czyje fundusze należało wyburzyć istniejącą w miejscu przyszłego hotelu zabudowę. Po tym jak władze miasta Katowice i Orbis nie doszli do porozumienia, inwestor postanowił nowe obiekty wybudować w Poznaniu, Krakowie i Łodzi. 
Inwestorem hotelu ostatecznie zostało miasto Katowice, a budynek ten powstał jako obiekt komunalny. Projekt hotelu wybrano z trzech propozycji opracowanych w 1957 roku przez zespoły katowickiego „Miastoprojektu”. Projekt, który zrealizowano, został opracowany w 1961 roku, a jego głównym autorem był Tadeusz Łobos. Założeniem projektantów było dostosowanie się do gabarytów sąsiedniego budynku Delikatesów oraz ogólnej koncepcji planu śródmieścia Katowic.
Budowa hotelu Katowice trwała w latach 1961–1965. Został on wzniesiony na dawnych terenach dworskich. Sam dwór Tiele-Wincklerów stał obok hotelu Katowice i znajdował się nieco na północ od obiektu. Został on wyburzony w 1976 roku.
Hotel Katowice w momencie oddania do użytku posiadał kategorię „S”, a w mediach chwalono go m.in. za wystrój i wyposażenie, porównując go do warszawskiego Grand Hotelu. Hotel Katowice miał 200-osobową załogę, a na każdym piętrze przez całą dobę czuwała służba hotelowa oraz pogotowie techniczne. 
Hotel stał się jedną z wizytówek miasta Katowice. Zatrzymywali się tutaj najważniejsi goście przyjeżdżający na Górny Śląsk, z których część wpisywała się do księgi pamiątkowej. Pierwszym z nich był William Strickland, amerykański dyrygent i organista. Ponadto nocowali tu m.in. członkowie zespołu The Animals, którzy w 1965 roku zagrali koncert w Hali Parkowej czy zespołu Smokie. 
Hotel Katowice stał się miejscem, w którym można było obcować z kulturą wysoką oraz z rozrywką. W hotelowej kawiarni co drugą niedzielę odbywały się „Spotkania przy kawie”, na których brali udział znani piosenkarze i aktorzy, w tym m.in. Kalina Jędrusik, Jarema Stępowski, Mieczysław Święcicki czy Alina Janowska. W 1970 roku kierownictwo artystyczne hotelu objęła Maria Artykiewicz. Także w barze nocnym odbywały się liczne wydarzenia artystyczne różnego typu.
W latach 1970–1971 pomiędzy pomnikiem Powstańców Śląskich a hotelem Katowice, na jego zapleczu, planowano budowę letniej kawiarni-ogrodu na 250 miejsc z kręgiem tanecznym oraz fontanną projektu Tadeusza Łobosa i Jana Głucha. Do inwestycji tej ostatecznie nie doszło.
Hotel Katowice – zwłaszcza jego elewacja – przez lata nie był zasadniczo modernizowany. Właściciel hotelu Katowice, Wojewódzkie Przedsiębiorstwo Usług Turystycznych, już w 2012 roku planował modernizację budynku. Do końca maja 2015 roku miał być gotowy projekt modernizacji elewacji gmachu. W tym też czasie planowano także montaż klimatyzacji w częściach wspólnych hotelu oraz wymianę dźwiękowego systemu ostrzegania. W 2015 roku hotel Katowice obchodził jubileusz 50-lecia. W tym też czasie 90 pokoi było wyłączonych z użytku i przeznaczonych do remontu, a w ramach prowadzonej wówczas modernizacji pokoje jednoosobowe łączono w dwuosobowe, a dwuosobowe przekształcano w jednoosobowe, a także zaplanowano pokoje hotelowe typu studio. Prace te były częścią starań o trzecią gwiazdkę dla hotelu.

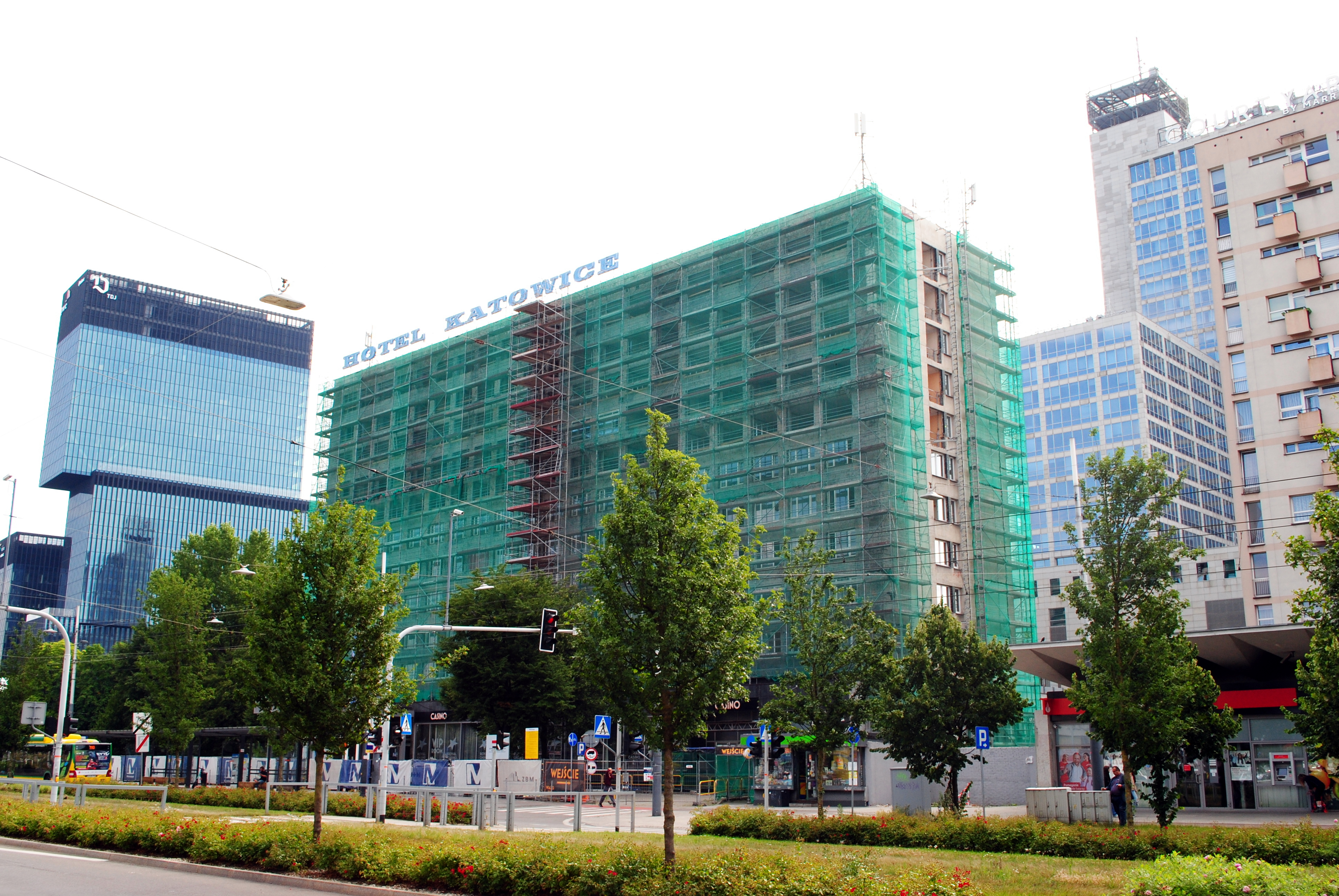
Hotel Katowice w trakcie modernzacji w lipcu 2023 roku

W styczniu 2019 roku został powołany należący do Skarbu Państwa Polski Holding Hotelowy, będący kontynuatorem spółki hotelowej Chopin Airport Development. Nowo powołana spółka zapowiedziała przejęcie obiektów Wojewódzkiego Przedsiębiorstwa Usług Turystycznych, w tym hotelu Katowice, który miał zostać zmodernizowany i dołączony do jednej z kilku sieci hotelowych. Obiekt ten był wówczas trzygwiazdkowy, a niektóre pokoje miały standard dwugwiazdkowy.
W czasie pandemii COVID-19, hotel Katowice w kwietniu 2020 roku został przekształcony w hotel dla personelu opieki zdrowotnej. Zostało dla nich wygospodarowanych 180 pokoi.
29 października 2020 roku Polski Holding Hotelowy zapowiedział wprowadzenie należącej do sieci InterContinental Hotels Group marki voco, a pod nią planowano przekształcić hotel Katowice jako pierwszy tego typu obiekt w Polsce. W ramach modernizacji hotel miał zyskać 4 gwiazdki. Zaplanowano w nim 167 pokoi, restaurację, sale konferencyjne oraz strefę fitness z siłownią. Ponadto przewidziano modernizację elewacji i terenu wokół obiektu, a także wymianę wyposażenia. Projekt architektoniczny przebudowy hotelu Katowice na hotel marki voco opracowała warszawska pracownia architektoniczna FBT. Z założenia miał on pokreślić architekturę budynku i nawiązywać do okresu, w którym hotel powstał.
Pod koniec 2022 roku Wojewódzkie Przedsiębiorstwo Usług Turystycznych wybrało wykonawcę modernizacji hotelu Katowice, którym została firma Mostostal Warszawa. Umowę na prace budowlane podpisano 13 grudnia 2022 roku i opiewała na kwotę 130,28 mln zł. W lutym 2023 roku hotel ogrodzono, a na jednej ze ścian pojawiła się specjalna zewnętrzna winda. Na przełomie lipca i sierpnia z budynku hotelu Katowice zdjęto neon, a 1 września tego samego roku hotel Katowice został zamknięty dla gości. W listopadzie 2024 roku z remontowanego budynku zaczęto ściągać rusztowania, odsłaniając odnowioną elewację, natomiast na początku kwietnia 2025 roku zamontowano odnowiony neon z nazwą obiektu. W tym czasie trwały zaawansowane prace wykończeniowe wewnątrz hotelu.
Termin otwarcia hotelu po modernizacji zaplanowano na koniec II bądź początek III kwartału 2025 roku, a możliwość rezerwacji pokoju w obiekcie wprowadzono od 27 lipca 2025 roku.

## Położenie i charakterystyka
Hotel Katowice, działający od 2025 roku jako voco Katowice, położony jest przy alei W. Korfantego 9 w Katowicach, na terenie dzielnicy Śrómieście. Położony jest on w ścisłym centrum miasta, w bezpośrednim sąsiedztwie hali Spodek, Międzynarodowego Centrum Kongresowego w Katowicach i siedziby Narodowej Orkiestry Symfonicznej Polskiego Radia w Katowicach.
Po przeprowadzonej w latach 2022–2025 modernizacji hotel dysponuje 167 pokojami, restauracją, salami konferencyjnymi oraz strefą fitness z siłownią i sauną. Pokoje wyposażone są w biurko, telewizor oraz prywatną łazienkę.
Część hotelowa przed 2022 rokiem składała się z 18 pokoi (29 miejsc) w klasie Premium, 44 pokoi (72 miejsc) w klasie Biznes i 96 pokoi (168 miejsc w pokojach jedno-, dwu- i trzyosobowych) w klasie Economy – łącznie 158 pokoi. Na terenie hotelu funkcjonowała wówczas restauracja i kawiarnia, klub bilardowy, siłownia i sala fitness, salon masażu oraz wypożyczalnia samochodów. Były tutaj także 4 sale konferencyjne.
Właścicielem hotelu Katowice jest Wojewódzkie Przedsiębiorstwo Usług Turystycznych, będący członkiem Polskiego Holdingu Hotelowego.

## Architektura

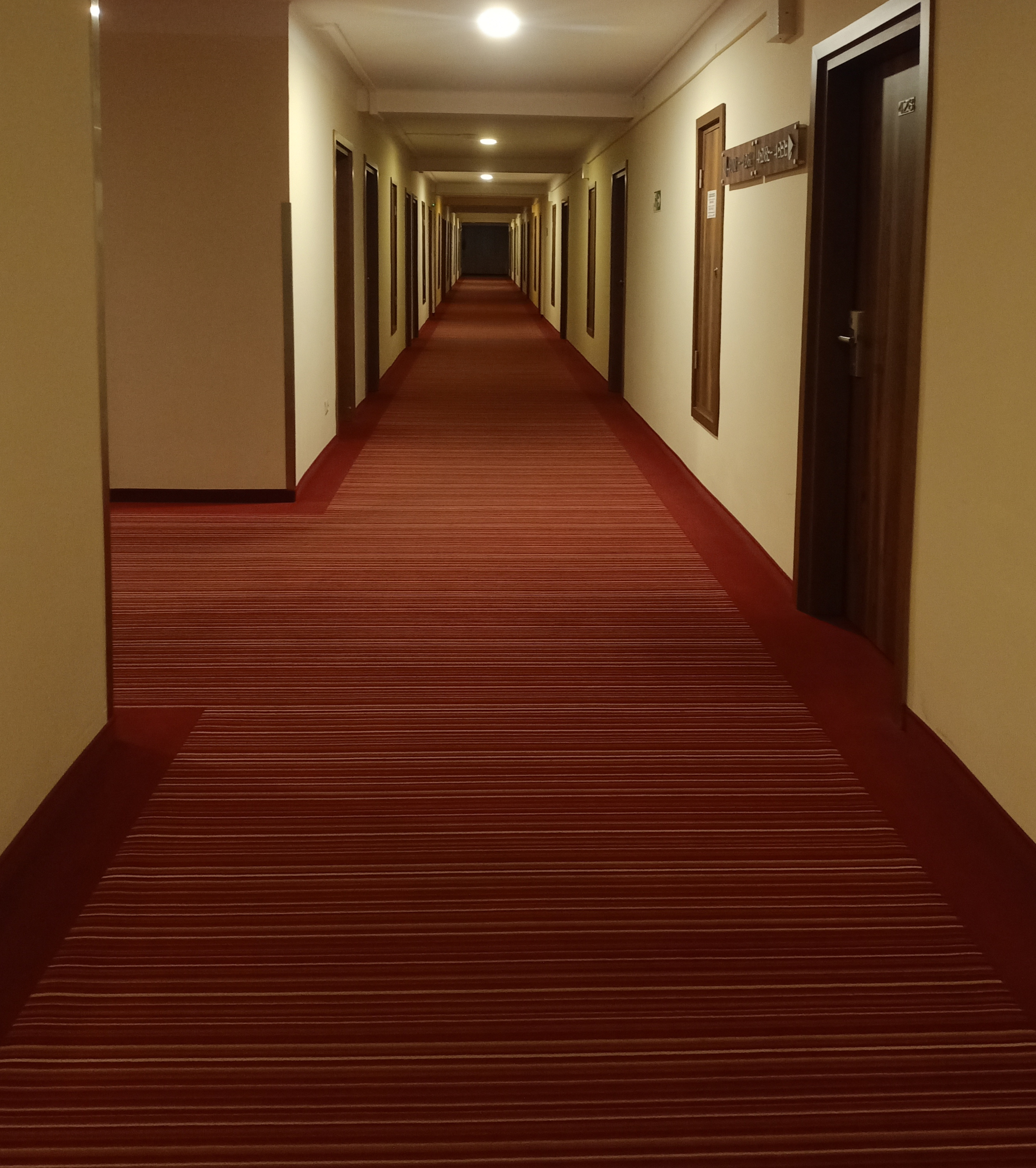
Korytarz wewnątrz hotelu (2022)

Budynek hotelu Katowice liczy 11 kondygnacji nadziemnych i 1 podziemną, a powierzchnia zabudowy kompleksu hotelowego wynosi 2 831 m². Składa się z niskiego segmentu mieszczącego część gastronomiczną i z segmentu wysokiego. W niskiej części zaprojektowano pierwotnie restaurację na 250 osób, kawiarnię ze 175 miejscami i bar nocny dla 90 osób. Dodatkowo część ta wyposażona została w zaplecze kuchenne, wytwórnię cukierniczą, zmechanizowaną pralnię, a także punkty usługowe. W części wysokiej zaprojektowano 320 jedno- i dwuosobowe pokoje o oddzielnych węzłach sanitarnych.
Przed hotelem powstał podjazd oraz niewielki parking na 20 samochodów, a od południa dojazd dla samochodów dostawczych. Wejście do hotelu umieszczono asymetrycznie i zaakcentowane zostało wysuniętym od przodu podcieniem wspartym na dwóch słupach.
W części wysokiej została zastosowana żelbetowa konstrukcja monolityczna, a przy budowie klatek schodowych, stropów dachów czy podokiennych płyt grzejnych wykorzystano prefabrykowane elementy. Zamontowano trzy windy osobowe oraz towarowe. Fasadę głównej części hotelu pierwotnie tworzyły pasy okien i przestrzenie międzyokienne, które zróżnicowano kolorystycznie. Od pierwszego piętra wzwyż ściany zostały pokryte mozaiką wykonaną z płytek ceramicznych w czterech jasnych, a na filarach międzyokiennych w czterech ciemnych kolorach. Cokół i ściany parteru pokryto granitowymi płytami, a powyżej zastosowano tynki szlachetne. 
Elewacja gmachu po modernizacji z lat 2022–2025 nawiązuje do wzornictwa lat 60. XX wieku. Utrzymywana jest w beżowym odcieniu, który kontrastuje z ciemnozielonymi płytkami znajdującymi się pomiędzy oknami. 
Pierwotnie ściany wnętrz pokryto jesionową boazerią. Słupy kawiarni obłożono drobną ceramiczną mozaiką, a restauracji aluminiową blachą. Ponadto charakterystycznymi elementami pomieszczenia restauracji był podwieszony sufit o łamanej linii. Podłogi w holu pokryto marmurem, a w restauracji i pokojach parkietem.
Budynek hotelu Katowice wpisany jest do gminnej ewidencji zabytków miasta Katowice.

## Hotel Katowice w kulturze
W hotelu Katowice rozgrywa się akcja jednego z kryminałów Marty Matyszczak pt. Morderstwo w hotelu Kattowitz.
W 2022 roku w hotelu Katowice kręcono zdjęcia do filmu Dziennik z wycieczki do Budapesztu.